# 小行星3810
小行星3810（3810 Aoraki）是一颗绕太阳运转的小行星，为主小行星带小行星。该小行星于1985年2月20日发现。

## 轨道参数
小行星3810的轨道半长轴为2.2492049 UA，离心率为0.109。